# Козлятське
Козля́тське (рос. Козлятское) — село у складі Нижньоломовського району Пензенської області, Росія.
Населення — 118 осіб (2010; 164 у 2002).
Національний склад станом на 2002 рік:
- росіяни — 99 %